# Horodyšče
Horodyšče (in ucraino Городище?) è una città ucraina (13 062 abitanti), sita lungo le rive del fiume Vil'šanka, nel distretto di Čerkasy, nell'oblast' di Čerkasy. Ospita l'amministrazione della comunità territoriale di Horodyšče, una delle comunità territoriali dell'Ucraina.
Fino al 18 luglio 2020 Horodyšče è stata il centro amministrativo del distretto di Horodyšče, abolito come parte della riforma amministrativa dell'Ucraina, che ha ridotto a quattro il numero dei distretti dell'oblast' di Čerkasy. L'area del distretto di Horodyšče è stata fusa nel distretto di Čerkasy.                               

## Galleria d'immagini

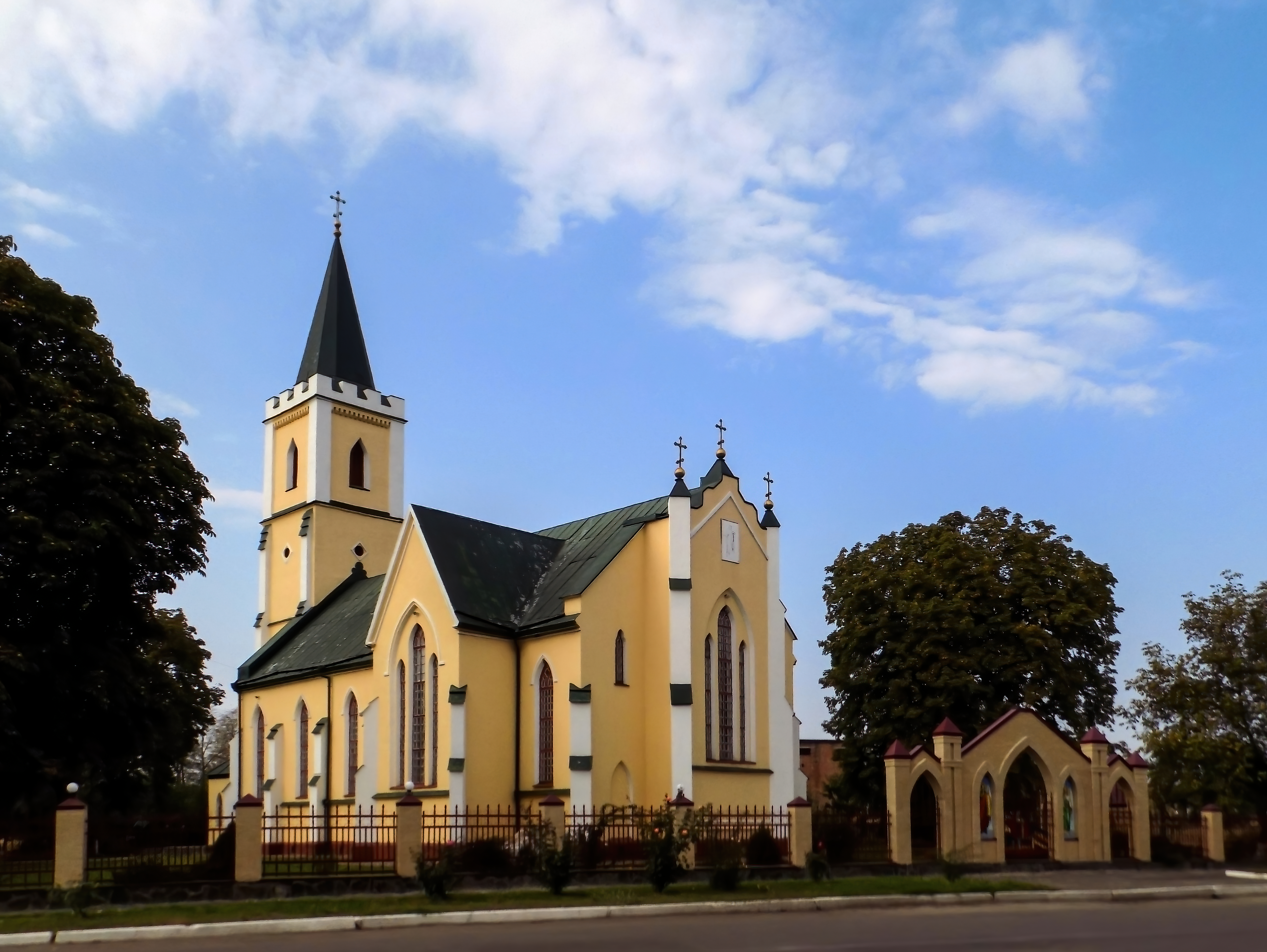
La chiesa di San Michele
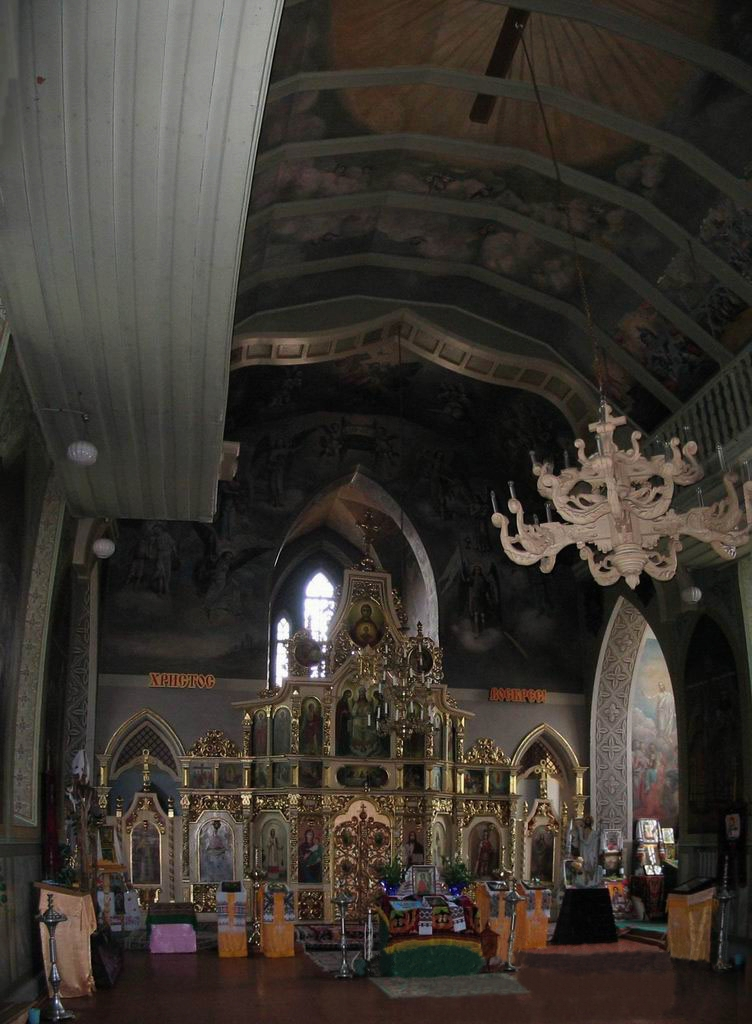
Interno della chiesa di San Michele